# Andrea Lauren Brown
Andrea Lauren Brown (* 1973 in Wilmington, Delaware) ist eine amerikanische Sängerin (Sopran) und zweite Preisträgerin des  ARD-Musikwettbewerbs 2003.

## Leben
Andrea Lauren Brown studierte Music Performance and Education an der West Chester University in Pennsylvania (USA) und legte dort den Bachelor of Music mit summa cum laude ab. Ihr Masterdiplom in Gesangspädagogik und Sologesang erwarb sie am Westminster Choir College, Princeton/New Jersey. 2003 gewann sie den zweiten Preis des ARD-Musikwettbewerbs in der Kategorie Gesang.
Auftritte absolvierte sie in den USA und in Europa. Sie gastierte an der Komischen Oper Berlin, im Festspielhaus Baden-Baden, am Theater an der Wien, im Wiener Konzerthaus, sowie bei zahlreichen Festivals u. a. bei den Schwetzinger Festspielen, in der Villa Ludwigshöhe, den Haydn Festspielen und den Ludwigsburger Schlossfestspielen oder dem Kirchheimer Konzertwinter. 
Sie arbeitete mit Dirigenten wie Rinaldo Alessandrini, Frieder Bernius, Ádám Fischer, Pierre Cao, Christoph Hammer, Martin Haselböck, Thomas Hengelbrock, Johannes Kalitzke, Tõnu Kaljuste, Christoph Poppen oder Stefan Vlader zusammen. Ihr Repertoire reicht von Alter Musik bis zu zeitgenössischer Musik. Im Bereich Kammermusik musizierte sie bereits mit Thomas Demenga, Patricia Kopatchinskaja, Thomas Larcher, Robert Pobitschka, den Pianisten Helmut Deutsch, Fritz Schwinghammer und Norman Shetler zusammen. Eine regelmäßige Zusammenarbeit peflegt sie mit Ensembles der Alten Musik wie Le Nuove Musiche, der Wiener Akademie, dem Ensemble Weser-Renaissance Bremen unter Manfred Cordes, dem Orlando-di-Lasso-Ensemble und der La Chapelle Rhénane.

## Diskografie
Geistliche Musik
- Christoph Graupner: Epiphanias-Kantaten: Was Gott thut, das ist wohl gethan, er ist mein Licht, GWV 1114/43; Erwacht, ihr Heyden, GWV 1111/34; Die Waßer Wogen im Meer sind groß, GWV 1115/35; Was Gott thut, das ist wohl gethan, es bleibt gerecht sein Wille, GWV 1114/30; Gott, der Herr, ist Sonne und Schild, GWV 1114/54. Andrea Lauren Brown (Sopran), Kai Wessel (Altus), Georg Poplutz (Tenor), Dominik Wörner (Bass), Kirchheimer BachConsort, Sirkka-Liisa Kaakinen-Pilch (Leitung). cpo, 2017.
- Michael Praetorius: Ostermesse. Weser-Renaissance Bremen unter Leitung von Manfred Cordes. cpo.
- Felix Mendelssohn Bartholdy: Magnificat. Kammerchor Stuttgart, Kammerphilharmonie Bremen unter Leitung von Frieder Bernius. SWR-Coproduktion, Carus.
- Heinrich Schütz: Symphoniae Sacrae. La Chapelle Rhénane unter der Leitung von Benoît Haller. K617.

Lied
- Robert Schumann: Myrten. Andrea Lauren Brown (Sopran), Thomas E. Bauer (Bariton), Uta Hielscher (Klavier). Naxos

Oper
- Georg Friedrich Händel: Appollo e Dafne. HWV 122. „cantus firmus“ unter der Leitung von Andreas Reitze. cpo.
- Johann Rudolf Zumsteeg: Die Geisterinsel. Singspiel in 3 Akten. Kammerchor Stuttgart, Neue Hofkapelle Stuttgart unter der Leitung von Frieder Bernius. SWR-Co-Produktion, Carus.